# Década de 1040
Séculos: Século X - Século XI - Século XII
Décadas: 1010 1020 1030 - 1040 - 1050 1060 1070
Anos: 1040 - 1041 - 1042 - 1043 - 1044 - 1045 - 1046 - 1047 - 1048 - 1049